# 德懷特 (伊利諾伊州)
德懷特（英語：Dwight）是位於美國伊利諾伊州格蘭迪縣的一個村落。

## 地理
德懷特的座標為41°05′35″N 88°25′38″W / 41.09306°N 88.42722°W，而該地最高點為海拔高度192米（即630英尺）。

## 人口
根據2010年美國人口普查的數據，德懷特的面積為8.48平方千米，當中陸地面積為8.46平方千米，而水域面積為0.02平方千米。當地共有人口4260人，而人口密度為每平方千米502人。